# Regatul de Neapole
Regatul de Napoli a fost nume informal folosit pentru a desemna formațiunea statală cunoscută drept Regatul Siciliei care a existat în sudul Peninsulei Italice după secesiunea insulei Sicilia față de vechiul Regat al Siciliei, ca urmare a rebeliunii Vecerniilor Siciliene din 1282. Cunoscut contemporanilor ca regat al Siciliei așa cum era el de jure ca parte din acel regat, i s-a conferit numele de Regatul Napolelui pentru a-l distinge de teritoriul insular al Siciliei. Pe parcursul existenței sale, teritoriul a constituit obiectul disputei dintre dinastiile din Franța și Aragon. În 1816, el a fost din nou unificat cu Regatul Siciliei insulare, pentru a forma Regatul celor Două Sicilii.

## Regatul angevin al Napolelui
Ca urmare a Vecerniilor Siciliene, regele Carol I al Siciliei (Carol de Anjou) a fost constrâns să părăsească insula Sicilia, în fața trupelor lui Petru al III-lea al Aragonului. Cu toate acestea, Carol și angevinii și-au păstrat posesiunile continentale, care deja începeau să fie cunoscute drept "Regatul Napolelui", după numele principalului oraș, Napoli. Carol și succesorii săi angevini au continuat să emite pretenții asupra Siciliei, concurându-i pe aragonezi până în 1373, atunci când regina Ioana I a Neapolelui a renunțat în mod formal la pretenție. Pe de altă parte, regatul Ioanei a fost contestat de către Ludovic cel Mare, regele angevin al Ungariei, care a capturat în câteva rânduri Regatul Napolelui (1348–1352).
Regina Ioana I a jucat și ea un rol în cesiunea finală a Regatului Napolelui. Neavând copii, ea l-a adoptat pe Ludovic I de Anjou ca moștenitor al ei, în pofida pretențiilor emise de vărul ei, principele de Durazzo, întemeind efectiv o ramură angevină colaterală în competiția cu linia principală a dinastiei. Această măsură a condus la asasinarea Ioanei de către principele de Durazzo în 1382, care a preluat tronul Napolelui sub numele de Carol al III-lea. Cele două ramuri concurente ale angevinilor s-au contestat reciproc pentru stăpânirea asupra Napolelui în următoarele decenii. Fiica lui Carol al III-lea, Ioana a II-la (1414-1435) l-a adoptat pe Alfonso al V-lea al Aragonului (pe care ulterior îl va repudia) și apoi pe Ludovic al III-lea de Anjou ca moștenitori, pentru ca în cele din urmă să hotărască succesiunea pentru fratele lui Ludovic, René de Anjou din ramura colaterală a angevinilor, iar acesta i-a succedat în 1435.
René de Anjou a unificat pentru o vreme pretențiile celor două ramuri angevine. Cu toate acestea, în 1442, Alfonso al V-lea a cucerit Regatul Napolelui, unificând încă o dată Sicilia și Napoli, ca dependente față de coroana aragoneză. La moartea sa din 1458, regatul a fost din nou separat, iar Napoli a fost moștenit de către Ferrante, fiul ilegitim al lui Alfonso.

## Regatul Neapolelui sub aragonezi și spanioli
Atunci când Ferrante a murit în 1494, regele Carol al VIII-lea al Franței a invadat Italia, folosindu-se ca pretext de pretențiile angevine asupra tronului din Napoli, pe care tatăl său le moștenise la moartea nepotului regelui René de Anjou din 1481, astfel începând Războaiele Italiene. Carol al VIII-lea l-a alungat pe Alfonso al II-lea al Neapolelui din Napoli în 1495, însă a fost nevoit curând să se retragă, ca urmare a sprijinului acordat de regele Ferdinand al II-lea al Aragonului vărului său, fiul lui Alfonso al II-lea, Ferrantino. Ferrantino a fost restaurat pe tron, însă a murit în 1496, și a fost succedat de către unchiul său, Frederic al IV-lea. Cu toate acestea, francezii nu au renunțat la pretențiile lor, iar în 1501 au căzut de acord asupra unei împărțiri a regatului cu Ferdinand al Aragonului, care l-a abandonat pe vărul său, regele Frederic. Acordul a fost însă repede încălcat, iar Aragon și Franța și-au reluat războiul asupra Neapolelui, care s-a încheiat până la urmă cu o victorie aragoneză, care l-a lăsat pe Ferdinand al II-lea la comanda regatului din 1504.
Trupele spaniole care ocupau Calabria și Apulia, comandate de Gonzalo Fernandez de Cordova, și inspectorii trimiși de Ferdinand Catolicul nu au respectat noile înțelegeri, iar francezii au fost alungați din sudul Italiei. Acordurile de parte care au urmat nu au fost niciodată definitive, însă cel puțin ele au stabilit cel puțin fapătul că titlul de rege al Neapolelui să revină lui Carol I al Spaniei (viitorul împărat Carol Quintul) și viitoarei sale soții Claudia. Totuși, Ferdinand Catolicul a continuat să se afle în posesia regatului napolitan, considerându-se a fi un moștenitor legitim al unchiului său Alfonso I al Neapolelui și al fostului regat al Siciliei (Regnum Utriusque Siciliae).
Regatul Neapolelui a continuat să se afle în miezul disputei dintre Franța și Spania pentru următoarele decenii, însă eforturile franceze pentru a trece la controlul asupra sa slăbeau, în vreme ce dominația spaniolă era tot mai puțin amenințată. În cele din urmă, francezii au renunțat la pretențiile lor asupra regatului, prin tratatul de la Cateau-Cambrésis din 1559.

## Regatul Neapolelui întreHabsburgiiaustrieci șiBourboniispanioli
După Războiul Succesiunii Spaniole de la începutul secolului al XVIII-lea, posesiunea asupra Regatului Neapolelui a fost din nou obiect de dispută. În virtutea stipulațiilor din tratatul de la Rastatt din 1714, Neapole a fost acordat împăratului Carol al VI-lea de Habsburg. Acesta a preluat de asemenea și controlul asupra Siciliei în 1720, însă dominația austriacă nu a durat multă vreme. Atât Neapole cât și Sicilia au fost cucerite, în urma bătăliei de la Bitonto, de către o armată spaniolă în timpul Războiului de succesiune la tronul Poloniei din 1734, iar ducele Carol de Parman, fiul mai tânăr al regelui Filip al V-lea al Spaniei a fost instalat ca rege al Neapolelui și Siciliei începând din 1735. Când Carol de Parma a moștenit și tronul Spaniei de la fratele său vitreg în 1759, el a lăsat Neapole și Sicilia fiului său mai tânăr, Ferdinand al IV-lea. În ciuda faptului că cele două regate se aflau în uniune personală sub dinaști austrieci și spanioli, ele au rămas separate pe plan constituțional.
Membru al Casei de Bouron, Ferdinand al IV-lea a fost un adversar natural al Revoluției franceze și al lui Napoleon I al Franței. În 1798, el a ocupat pentru o scurtă perioadă Roma, însă a fost alungat de acolo de forțele revoluționare franceze în mai puțin de un an. Imediat după aceea, Ferdinand a fugit în Sicilia. În ianuarie 1799, armatele franceze au instaurat Republica Parthenopaeană, care însă s-a dovedit a fi de scurtă durată, iar o contrarevoluție țărănească ațâțată de către cler i-a permis lui Ferdinand să revină în capitala sa. Cu toate acestea, în 1801 Ferdinand a fost constrâns să acorde importante concesii francezilor prin tratatul de la Florența, care a întărit poziția Franței de putere dominantă în Italia continentală.

## Regatul napoleonian al Neapolelui
Decizia lui Ferdinand al IV-lea de a se alia celei de-a Treia Coaliții împotriva lui Napoleon I în 1805 s-a dovedit a fi mai degrabă dăunătoare. În 1806, ca urmare a victoriilor decisive împotriva armatelor aliaților la Austerlitz și a celor neapolitane la Campo Tenese, Napoleon l-a instalat pe fratele său, Iosif, ca rege al Neapolelui. Atunci când Iosif a fost trimis în Spania doi ani mai târziu pentru a prelua coroana spaniolă, acesta a fost înlocuit de către sora lui Napoleon, Carolina, și cumnatul împăratului, mareșalul Joachim Murat.
Între timp, Ferdinand fugise în Sicilia, unde și-a păstrat titulatura, în ciuda încercărilor succesive din partea lui Murat de a invada insula. Britanicii vor apăra Sicilia până la sfârșitul războiului, însă deși Regatul Siciliei a făcut parte în mod formal din a Patra, a Cincea și a Șasea Coaliție împotriva lui Napoleon, Ferdinand și britanicii nu au reușit niciodată să pună în pericol controlul francez asupra Peninsulei italice.
După înfrângerea lui Napoleon din 1814, Murat a ajuns la o înțelegere cu Austria și i-a fost permis să păstreze tronul Neapolelui, în ciuda protestelor lui Ferdinand și ale susținătorilor săi. Cu toate acestea, din cauza ostilității celorlalte puteri, în special a Marii Britanii, îndreptate asupra sa, și dependent de sprijinul nesigur al Austriei, poziția lui Murat a devenit din ce în ce mai nesigură. De aceea, atunci când Napoleon s-a întors în Franța pentru a declanșa cele o sută de zile în 1815, Murat s-a raliat din nou acestuia. Realizând faptul că austriecii vor încerca curând să îl înlăture de la putere, Murat a promulgat Proclamația de la Rimini, în speranța de a-și salva regatul printr-o alianță cu naționaliștii italieni. Războiul neapolitan care a urmat, dintre Murat și austrieci, a fost de scurtă durată, încheindu-se cu victoria decisivă a forțelor austriece în Bătălia de la Tolentino. Murat a fost nevoit să fugă, iar Ferdinand al IV-lea al Siciliei a fost restaurat pe tronul Neapolelui. Murat va încerca să își recâștige regatul, însă a fost rapid capturat și împușcat de către un pluton de execuție la Pizzo, Calabria. În următorul an, 1816, a avut loc uniunea formală dintre Regatul Neapolelui și Regatul Siciliei, ceea ce a dus la formarea noului Regat al Celor Două Sicilii.

## Steagurile Regatelor Neapolelui și Siciliei

Steag al Neapolelui dinainte de 1738
Steag al Siciliei dinainte de 1738
1738–1806; 1815–1816 Steag schimbat după ce Carol a devenit rege al Neapolelui şi Siciliei. Steagul a rămas al Siciliei în timpul Războaielor napoleoniene şi a fost reinstituit ca steag al Neapolelui după război
1806–1808 Steag al Neapolelui schimbat după ce Joseph Bonaparte a devenit rege
1808–1811 Steag al Neapolelui schimbat după ce Joachim Murat a devenit rege
1811–1815 Steag al Neapolelui schimbat de către Murat